# 光之致敬
光之致敬（英語：Tribute in Light）是一個為紀念2001年九一一袭击事件而創作的美國裝置藝術。它由88個垂直探照灯組成，排列成兩列光，象徵著曾經的世界貿易中心。這個裝置位於紐約市世界貿易中心一號大樓以南六個街區的砲台停車場頂部。光之致敬最初於2002年初建立，後來成為一年一度的活動，由紐約市藝術協會於每年的9月11日舉辦。裝置的構思來自藝術家約翰·班尼特、古斯塔沃·博內瓦爾迪、理查德·納什·古爾德、朱利安·拉維迪爾和保羅·米奧達，以及燈光顧問保羅·馬蘭士。
在晴朗的夜晚，裝置的光芒可被看到遠至60英里（97公里）之外，覆蓋了整個紐約市以及新澤西州北部和長島的大部分郊區，甚至達到康乃狄克州費爾菲爾德縣以及紐約州的威彻斯特县、橘郡和羅克蘭縣。
每個氙氣聚光燈（每座塔44個）的功率為7,000瓦，而整個計畫的成本約為每年50萬美元。除了紐約市的世界貿易中心，類似的「光之致敬」裝置也曾出現在弗吉尼亚州阿靈頓縣的五角大楼和賓夕法尼亞州尚克斯維爾的聯合航空93號班機墜毀現場，這些地方同樣是2001年9月11日襲擊的目標。

## 背景
在九一一襲擊事件發生後，部分藝術家獨立提出了使用燈光以此紀念事件的想法。並在市立藝術協會和非營利藝術組織創意時代的支持下合併。光之致敬最初於2002年3月11日至4月14日作為臨時裝置運行，並於2003年9月11日再次運行以紀念襲擊兩週年。此後，每年的9月11日都會舉行紀念活動。雖然計劃曾於2008年被宣布將結束，但悼念活動在2009年繼續進行，並於2009年12月17日確認將持續到2011年，即襲擊事件十週年。2012年，九一一國家紀念博物館計劃接手該悼念活動，并將其從市立藝術協會轉移到紀念基金會負責。
光之致敬由一家名為Space Cannon的意大利公司生產，該公司每年都會派出一個團隊來協助安裝。拉斯維加斯的Light America公司也是實施此項目的團隊成員之一。每年，約有30名技術人員、電工和舞台工作人員花費大約10天的時間來安裝燈光。在進行為期數天的測試階段時，布魯克林、史丹頓島、新澤西州和曼哈顿上城的觀察員協助確保光束調整準確。
該計劃原本打算命名為「光之塔」，但被罹難者家屬認為這個名字過於強調被摧毀的建築物而不是遇難的人而更改現名。該裝置也曾一度打算安裝在世界貿易中心一號大樓的屋頂上，但它最終並未包含在最終的設計中。自2008年以來，為光之致敬提供動力的發電機一直使用從當地餐廳收集的廢食用油製成的生物柴油。

## 對鳥類的影響
光之致敬所造成的光污染曾導致超過一百萬隻候鳥陷入混亂，被困在光束中。即使在數英里的高度，鳥類也受到燈光的影響。為了確保燈光不會對候鳥造成影響，光束通常會關閉20分鐘以便鳥類逃脫。市立藝術協會與紐約市奧杜邦美術館合作進行照明工作。2017年的一項研究發現，該裝置「雖大幅改變了夜間遷徙鳥類的多種行為，但當燈光熄滅時，這些影響就消失了」。

## 圖庫

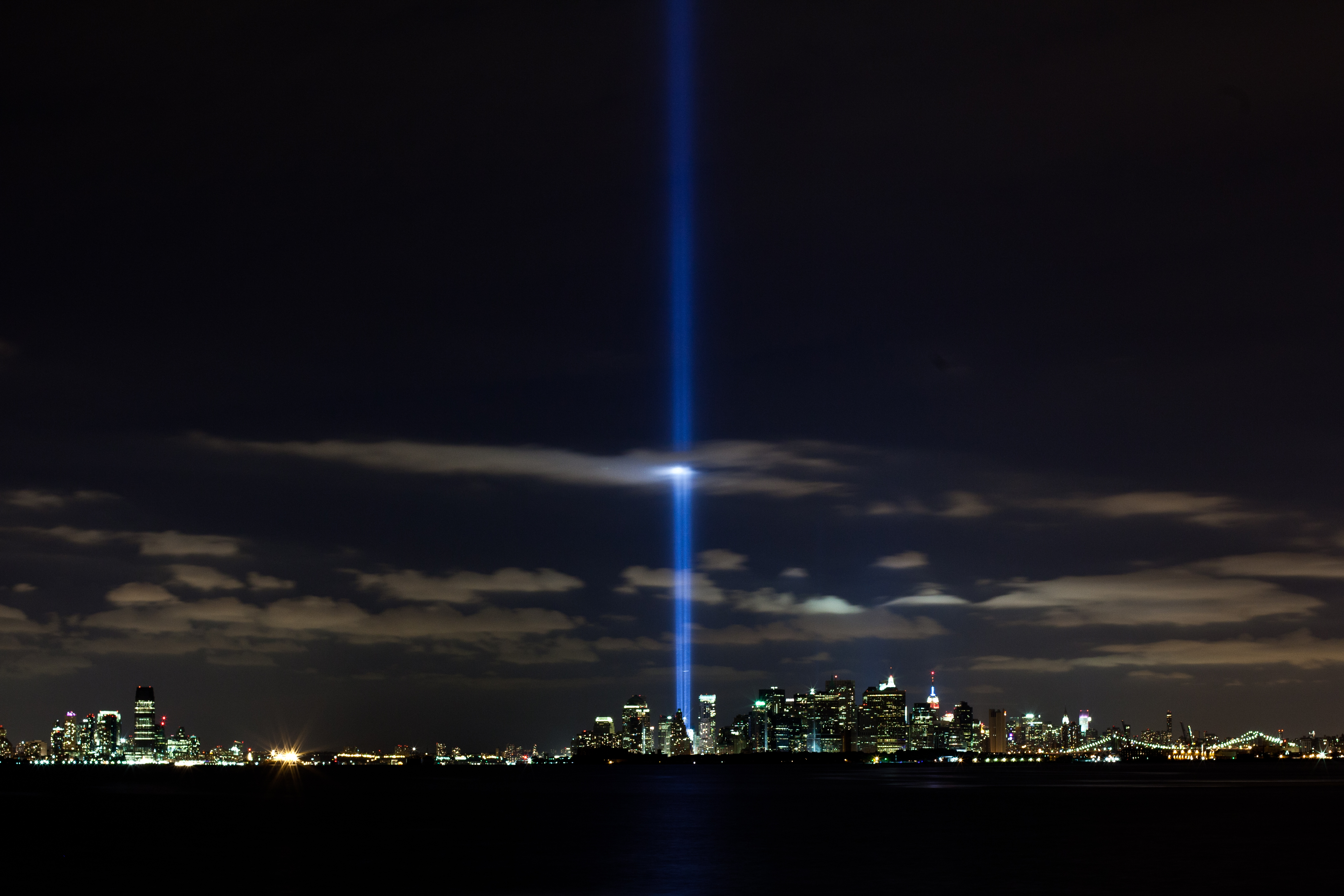
2010年，從布魯克林遙望的光之致敬
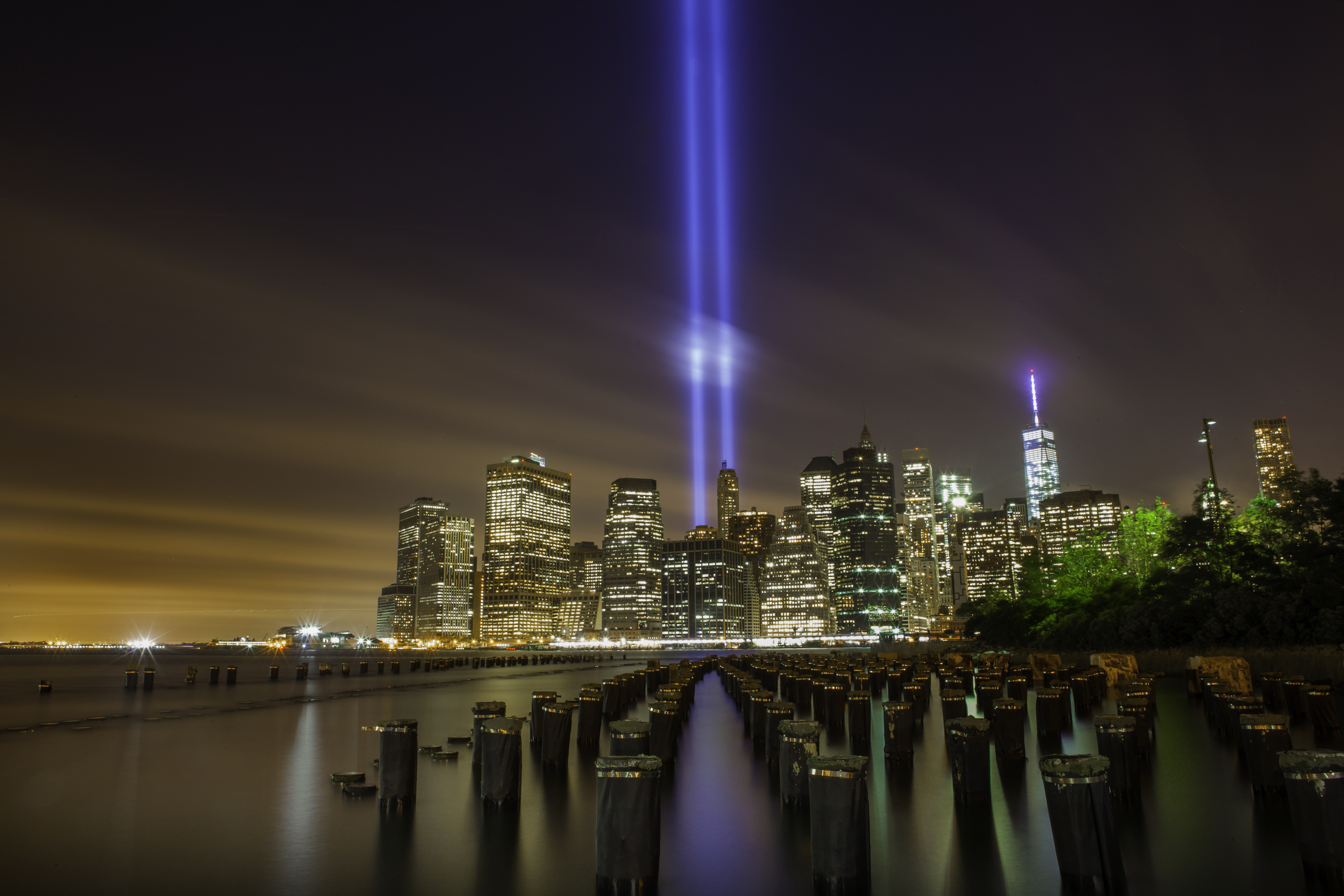
2014年，從布魯克林遙望的光之致敬
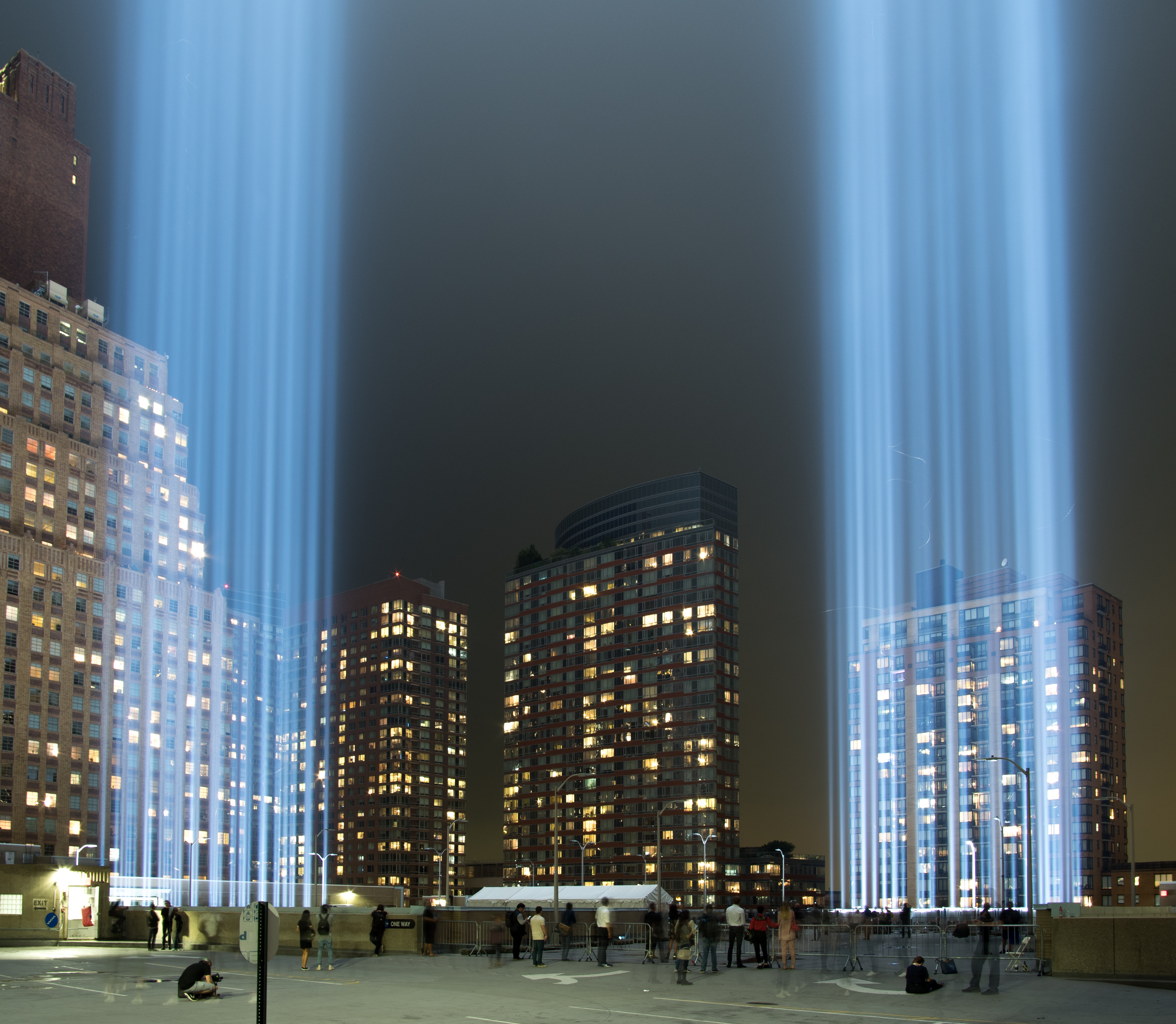
2018年，從砲台公園停車場頂上看到的光之致敬
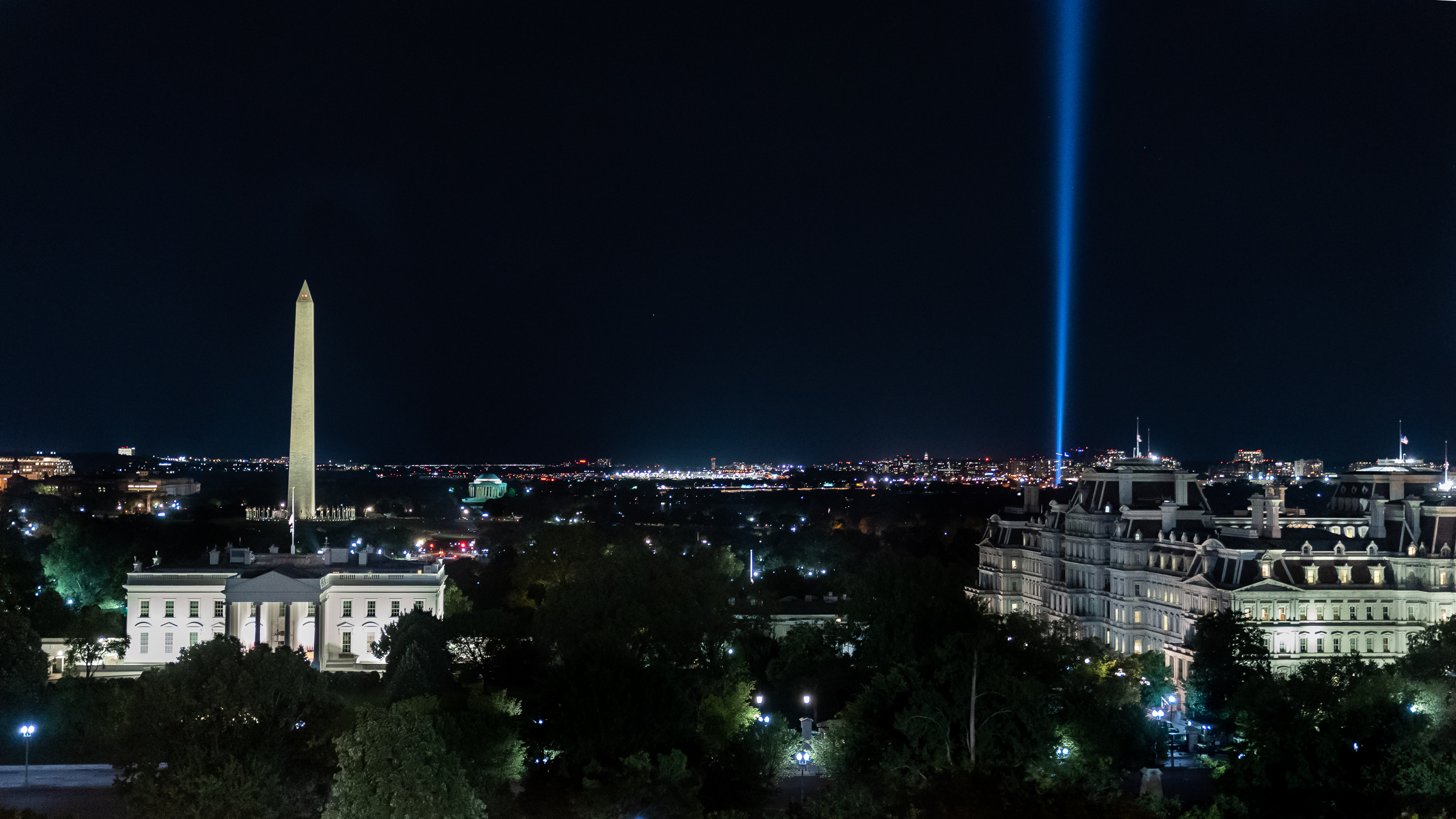
2021年，從白宮看五角大廈的光之致敬
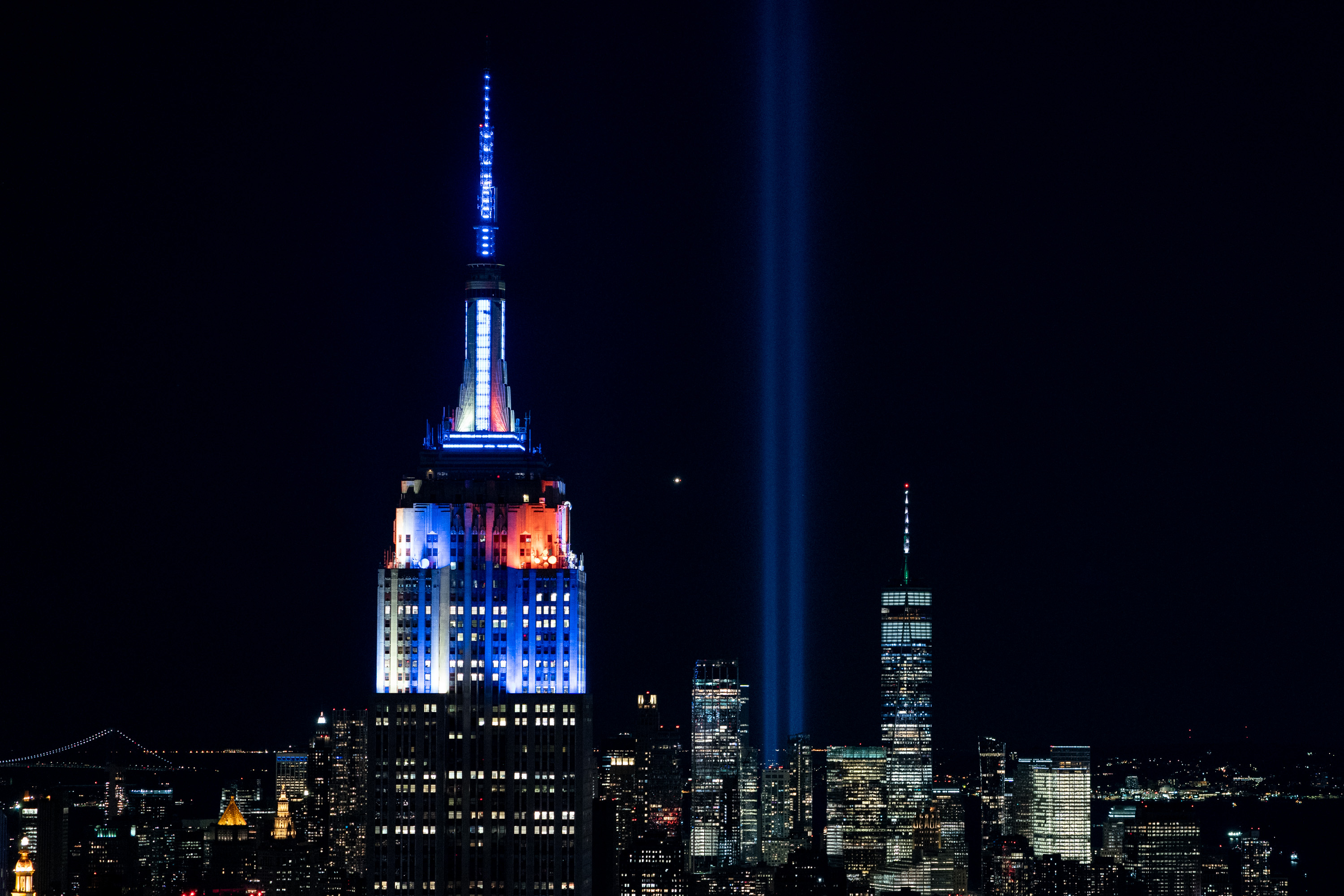
2021年，從洛克菲勒广场30号看到的光之致敬

## 流行文化
光之致敬曾出現在大人小孩雙拍檔的音樂錄影帶《Color of Love》中，並在史派克·李2002年執導電影《第25小時》的片頭字幕中出現。它還出現在哥倫比亞廣播公司劇集《警察世家》，以及U2樂團的《You're the Best Thing About Me》的音樂錄影帶。

## 另見
- 九一一襲擊事件的紀念館和服務中心（英语：Memorials_and_services_for_the_September_11_attacks）
  - 九一一國家紀念博物館
  - 五角大廈紀念館（英语：Pentagon_Memorial）
  - 聯合航空93號國家紀念館
- 其他
  - 聖光大教堂
  - 光譜（設施）（英语：Spectra_(installation)）
  - 幻彩詠香江
  - 盧克索天空光束
  - 戴爾·埃爾德雷德（英语：Dale Eldred）
  - 想像和平塔（英语：Imagine_Peace_Tower）

## 外部連結

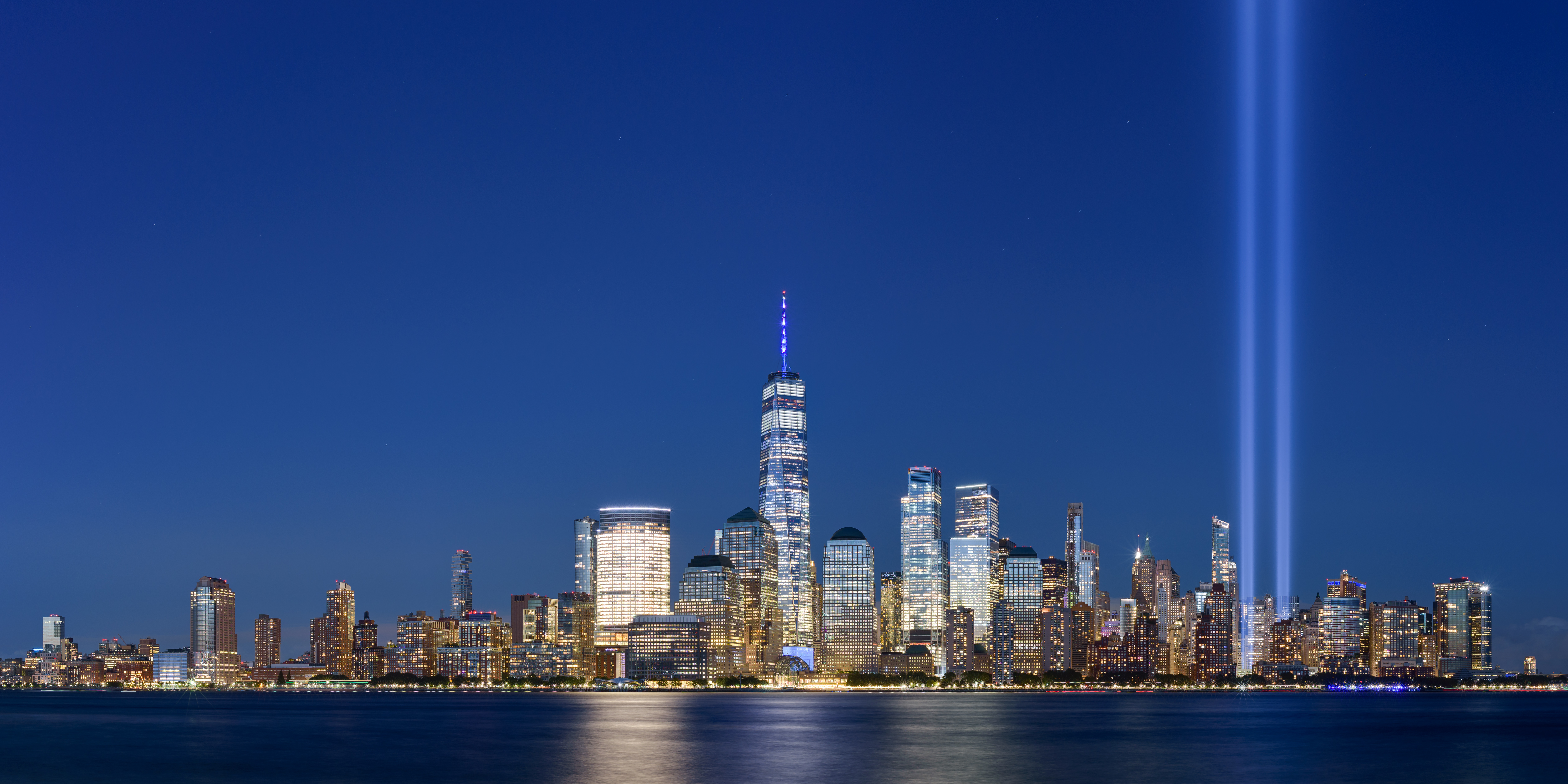
2020年從澤西城看見的光之致敬。

- The Municipal Art Society of New York, annual producers of the Tribute in Light
- Tribute in Light, presented by the National September 11 Memorial & Museum （页面存档备份，存于）